# كريستوفر كولمان (لاعب كريكت)
كريستوفر كولمان (1 يونيو 1980 في المملكة المتحدة - )  (بالإنجليزية: Christopher Coleman)‏ هو لاعب كريكت بريطاني. لعب مع Middlesex Cricket Board ‏.

## وصلات خارجية
- كريستوفر كولمان على موقع إي آس بي آن كريك إنفو (الإنجليزية)